# ディアバリーの戦い
ディアバリーの戦い（ディアバリーのたたかい）は、2013年1月13日から1月21日にかけてマリ共和国のセグー州ニオノ圏ディアバリーで、マリ軍とフランス軍の連合軍と過激派イスラム武装勢力とのあいだで発生した戦闘である。

## 背景
1月13日、フランス空軍はマリ国外からイスラム武装勢力が占拠する北部マリの主要都市を空爆した。これにより、数百人に及ぶイスラム武装勢力はモーリタニア国境方面へ逃走した。彼らはそこからディアバリーの市街地西へ向けて反撃を開始した。攻撃は3個縦隊により3方向から行われ、アンサール・アッ＝ディーンの戦闘員が6人戦死した。内訳はアルジェリア人3人、スーダン人、チュニジア人、トゥアレグ人で、他に負傷者8人がいた。14日夜から15日未明にかけてフランス軍機はディアバリー近郊に空爆を実施し、少なくとも5人の戦闘員が戦死し数名が負傷した。

## 経過
2013年1月14日、マリ政府はアブデルハミド・アブー・ザイド率いるAQIMがディアバリーを攻撃し町の支配権を失ったと伝えた。1月16日、マリ軍とフランス軍はイスラム武装勢力から町を奪還するため反撃を開始した。フランス軍は陸軍部隊を初めて投入し、地上での近接戦闘に備えた。フランス国防大臣によると、この地域には1,000人以上のイスラム武装勢力が存在しており、更に強力な戦闘員で編成される援軍が1,200人から1,300人規模でやってくると推定された。既に15日には第21海兵歩兵連隊や第1外人騎兵連隊の装甲車をはじめ、特殊部隊や再編成されたマリ軍が北部への進撃に備えて待機しており、アトランティック哨戒機は地上の情報を収集する任務についていた。
1月17日、50台の装甲車で編成された車列が夜通しでバマコから機動した。ニオノ州の住民は、一夜のうちにフランス軍が到着したと語った。マリ治安当局筋は、フランスの特殊部隊がマリ軍と協同でディアバリーのイスラム武装勢力と「至近距離で」交戦したとAFP通信に伝えた。ディアバリー市内の路上において戦死したマリ軍の兵士が少なくとも3人確認されたとの報告がある。ディアバリーの住民は兵士の遺体を墓地に埋葬した。ディアバリー市長がBBCニュースに伝えたところによると、フランス軍は少数すらディアバリー近辺には見かけず、マリ軍だけが戦闘に参加していた。市長は近辺に所在しているすべてのフランス軍部隊はマリ軍と協同でニオノ市に展開しているのではないかと答えた。市長は両勢力が相当な犠牲者を出した事を後で確認したが、大部分のイスラム武装勢力戦闘員はフランス軍の空爆で町から逃走したとしている。フランス軍部隊は、特に民間人保護を理由に市街地への地上からの攻撃を見合わせていたが、イスラム武装勢力側は市街地に立て篭もっていた。
同日の住民の証言によると、キダルから戦闘員200人から300人の増援がやって来て、樹木の下に火砲を展開するなど防御態勢を整えていた。
1月18日、イスラム武装勢力は早朝に民間人に偽装してディアバリーから撤退した。現場となったいくつかの住宅には数十の武器や弾薬が放棄され、果樹園には隠蔽しようとして燃え尽きた車両が多数あると治安当局者はロイター通信に伝えた。ディアバリー市長によると、33台のピックアップトラックが破壊された。
1月21日、マリ・フランス連合軍は無抵抗状況で町に入った。ガゼル偵察ヘリコプターや30台の装甲車、200人のマリ軍とフランス軍落下傘部隊と海兵歩兵連隊は破竹の勢いでバマコ北方400kmに到達、住民の歓声を受ける中でディアバリーに入城、支配権を取り戻した。